# 胡惠玲
胡惠玲（1963年—），中国女演员，生于辽宁大连。1982年，進入長春劇團擔任演員，演出過《十六號病房》、《黃山來的姑娘》兩部電影。1986年離開長春劇團。1990年代於台灣演出過幾部電視劇。1998年，胡惠玲與洛杉磯政治人物麥克·D·安東諾維奇結婚，之後淡出演藝圈；兩人育有一子一女。

## 演出作品

### 電視劇
| 首播年份 | 首播頻道 | 劇名                   | 飾演      | 備註                      |
| 1993年   | 華視     | 《包青天：貍貓換太子》 | 蔻珠 梅娘 | 李宸妃之侍女 李宸妃之義女 |
| 1995年   | 台視     | 《1995台北绅士》       | 金妮      |                           |
| 1995年   | 中視     | 《愛在他鄉》           | 趙季紅    |                           |
| 1996年   | 華視     | 《紅樓夢》             | 妙玉      |                           |
| 1996年   | 台視     | 《對對糊》             | 陳惠眉    |                           |
| 1997年   | 中視     | 《為愛燃燒》           | 周玉玲    |                           |

### 電影
| 首播年份 | 劇名             | 飾演     | 備註 |
| 1983年   | 《十六號病房》   | 小鷗     |      |
| 1984年   | 《黃山來的姑娘》 | 齊小娟   |      |
| 1986年   | 《一對冒牌貨》   | (未演出) | 編劇 |

### 主持
- 華視《連環泡》（與巴戈、董至成主持）